# A360-as főút (Oroszország)
Az A360 „Léna” főút (oroszul: Федеральная автомобильная дорога  «Лена») Oroszország egyik szövetségi jelentőségű autóútja Kelet-Szibériában és a Távol-Keleten, Nyever (R297-es főút) és Jakutszk között. Hossza 1157 km. Korábban az M56-os jelzésű főút része volt, de a régi útszámozás 2018. január 1-vel érvényét vesztette.

## Ismertetése
Az út Szkovorogyino város közelében, Nyever falunál indul ki az R297-es „Amur” főúttól. Onnan észak, északkelet felé vezet az Amuri terület két járásán (268 km) és Jakutföld négy járásán (889 km) keresztül. Nyomvonala szinte teljes egészében állandóan fagyott talajú, nagyon ritkán lakott vidéken halad.
Az út összeköttetést teremt az Amur völgye és – az Aldan folyót Tommotnál keresztezve – a Léna középső folyásán fekvő Jakutszk között. Ez Jakutföld fő közlekedési artériája, összeköti az út menti déli és központi járásokat a Transzszibériai vasútvonallal és a Bajkál–Amur-vasútvonallal. Ez az egyetlen egész évben járható szárazföldi útvonal, amelyen biztosítható az áruszállítás az északi körzetekbe.
Az évtizedek óta leromlott, balesetveszélyes, helyenként alig kiépített útvonal felújítását a 2010-es években végezték, a teljes rekonstrukció befejezése 2022-re várható. A Lénán nem épült híd, így az út a folyó jobb partján, Nyizsnyij Besztyah járási székhelynél véget ér, illetve ott kapcsolódik a Magadanba vezető R504-es „Kolima” főúthoz. A Léna bal partjára épült Jakutszkba nyáron komppal, télen a befagyott folyó jegén kialakított ideiglenes úton lehet átkelni.

## Útvonala
Amuri terület
- Nyever –  „Amur” főút, Szkovorogyino közelében
- Szolovjovszk
- Tinda

Jakutföld
- Ijengra
- Nyerjungri
- Csulman
- Aldan
- Tommot
- Uluu
- Nyizsnyij Besztyah -->  „Kolima” főút, Magadan felé
- Jakutszk